# Bob Lenarduzzi
Bob Lenarduzzi   (Vancouver, 1 de maig de 1955) és un exfutbolista canadenc de la dècada de 1970, entrenador i dirigent esportiu.
Fou 47 cops internacional amb la selecció del Canadà, amb la qual participà en el Mundial de 1986.
Pel que fa a clubs, destacà a Reading i Vancouver Whitecaps.
Posteriorment ha estat entrenador de Vancouver 86ers (1987-1993) i de la selecció del Canadà (1993-1998), i president de Vancouver Whitecaps FC. Ha estat inclòs al National Soccer Hall of Fame.